# Silvia Sigal
Silvia Sigal (Buenos Aires, 23 de septiembre de 1939-París, 1 de agosto de 2022) fue una socióloga e investigadora argentina.

## Trayectora académica
Licenciada en sociología en la Universidad de Buenos Aires, cursó estudios complementarios en el Instituto de Estudios Políticos de París, siendo alumna de profesores como Raymond Aron y Alain Touraine. Tras regresar a la Argentina realiza investigaciones en el Instituto Di Tella (ITDT) bajo la tutela de Gino Germani y se integra como docente a la cátedra de sociología sistemática de la UBA que dictaban Miguel Murmis y Eliseo Verón. Tras la edición en 1973 de "Acción obrera en una situación de crisis" a través del ITDT, obtuvo una Beca Guggenheim y se radicó en Francia. En 1986 escribiría junto a Eliseo Verón su trabajo de mayor repercusión, "Perón o muerte. Los fundamentos discursivos del fenómeno peronista", en donde utilizarían herramientas del análisis del discurso para estudiar un fenómeno político como es el peronismo, sobre todo en sus vertientes más radicales de los setenta. El libro se convertiría en una referencia importante en el campo de las ciencias sociales y humanidades debido a este enfoque novedoso.
Más tarde publicaría "Intelectuales y poder en la Argentina. La década del ‘70" (1991, reeditado en 2002) y "La Plaza de Mayo. Una crónica" (2006). Fue investigadora del Centro Nacional para la Investigación Científica y miembro del Centro de Estudios de los Movimientos sociales (Centre d’Etudes des Mouvements Sociaux (CNRS- École des Hautes Études en Sciences Sociales)), ambos en Francia. En 2006 fue galardonada con el premio Konex de sociología.
Falleció en París, su lugar de residencia por casi 50 años, el 1 de agosto de 2022 a raíz de un cáncer.

## Libros
- Perón o muerte. Estrategias discursivas del peronismo (1986, junto a Eliseo Verón)
- Le róle politique des intellectuels en Amérique latine (1991)
- Intelectuales y poder en la Argentina. La década del ‘70 (1991, reedición en 2002)
- La Plaza de Mayo. Una crónica (2006)